# Dolní Měcholupy
Dolní Měcholupy (německy Unter Miecholup) jsou městská čtvrť a katastrální území Prahy v obvodě Praha 10. V letech 1867–1968 byly samostatnou obcí, předtím byly součástí dnes zaniklé obce Měcholupy. Katastrální území tvoří území městské části Praha-Dolní Měcholupy. V katastrálním území Dolní Měcholupy je evidováno 45 ulic. Žije zde přes čtyři tisíce obyvatel.
Praha-Dolní Měcholupy je městská část tvořená katastrálním územím Dolní Měcholupy. Působnost pověřeného úřadu pro městskou část Praha-Dolní Měcholupy vykonává městská část Praha 15.

## Název
Název Měcholupy vznikl zřejmě podle lupičů měchů, což byly cestovní vaky, do nichž se ukládaly peníze nebo zboží. V dobových pramenech se Dolní Měcholupy označují často také jako Velké Měcholupy, aby se tak zdůraznila skutečnost, že ves byla výrazně starší než sousední Horní Měcholupy. Samotné jméno Měcholupy se vyskytuje zejména ve středověku v rozličných tvarech, například: "Micholup" (1309), "Miecholup" (1322) či "Mecholib" (1364). Poprvé se v českém tvaru objevují "Veliké Měcholupy" roku 1424.

## Historie
Území dnešních Dolních Měcholup bylo osídleno již v dobách neolitu na přelomu 4. a 3. tisíciletí před Kristem, kdy se nalezly doklady osídlení kultury se šňůrovou keramikou. Sporadické známky osídlení pocházejí také z doby eneolitu. Do písemných pramenů vstupují Dolní Měcholupy v roce 1293, kdy je uváděn urozený bratr od Křižovníků s červenou hvězdou Albert z Měcholup. V polovině 14. století se dostávají Dolní Měcholupy do majetku pražského patricijského rodu Rechcerů. V roce 1364 jsou poprvé uváděny dolnoměcholupská tvrz a panský dvůr.  Na přelomu 14. a 15. století vlastnil část vsi patricijský rod Olbramoviců. V Dolních Měcholupech měly své majetkové podíly také jiné rody. Mezi nimi Dubečtí z Dubče, vladykové z Klučova nebo Mikuláš I. Chudý z Újezda, zakladatel rodu Lobkoviců. Svůj díl drželi ve vsi také Křížovníci s červenou hvězdou, a to až do roku 1562, kdy byla tato část připojena k uhříněvskému panství. Na konci 15. století přešla většina Dolních Měcholup do majetku Dubečských z Dubče. Tehdy již dolnoměcholupská tvrz zpustla, avšak v okolí vsi vznikla rozsáhlá a významná rybniční soustava. V letech 1542–1623 byly Dolní Měcholupy součástí dubečského panství Zapských ze Zap. Po roce 1623 se Dolní Měcholupy staly součástí panství Lichtenštejnů s centrem v Uhříněvsi, kde sestrvaly až do zániku poddanství. V roce 1867 došlo k rozdělení Měcholup na tři obce, a to Horní Měcholupy, Dolní Měcholupy a Petrovice.[zdroj⁠?!] V roce 1968 byly všechny tři obce připojeny ku Praze.
Do 7. května 2009 patřilo malé území Dolních Měcholup (dubečský hřbitov a ulice U lipové aleje a Kolocova, vedeno jako základní sídelní jednotka 320625 Dolní Měcholupy-východ B a zároveň jako územně technická jednotka 920622 Dolní Měcholupy-Praha-Dubeč) do městské části Praha-Dubeč.  S účinností od 8. května 2009 byla změněna hranice katastrálních území Dolní Měcholupy a Dubeč tak, aby byla shodná s hranicí mezi stejnojmennými městskými částmi. Převáděné území bylo přičleněno k základní sídelní jednotce 033332 Dubeč, zároveň došlo ke změně názvu ZSJ 132551 Dolní Měcholupy-východ A na Dolní Měcholupy-východ.

## Pamětihodnosti
- kaplička na návsi z roku 1870
- továrna lučebnin a léčiv podle projektu Jaroslava Fragnera z let 1929–1930
- hřbitov – založen roku 1895 nákladem obcí Dolní Měcholupy a Dubeč. Od roku 2010 se nachází v katastru obce Dubeč.
- pomník obětem první světové války

## Doprava
V Dolních Měcholupech jezdí svazek linek 229+364+366 v zájemném prokladu, které zajišťují spojení ze zastávky metra Depo Hostivař přes Dolní Měcholupy, Uhříněves a (Hájek do Královic). Linka 364 nejede přes Hájek a Královice, ale jede po Kutnohorské až do Říčan, kde se odpojí směrem na Babice a Doubek, kde končí. Linka 366 dále z Královic pokračuje přes Křenice, Březí, Babice a Doubek do Mukařova. Také tu jezdí svazek linek 111+329 které zajišťují spojení ze zastávky metra Skalka přes Hostivař a Dolní Měcholupy do Dubče, část spojů až do Koloděj. 329 pak dále pokračuje přes Sibřinu, Květnici, Dobročovice, Sluštice a Zlatou do Škvorce. Jede zde i linka 204 která jezdí ze Sídliště Petrovice přes Horní Měcholupy, Dolní Měcholupy – Štěrboholy – Dolní Počernice – Svépravice - Stavební zóna Horní Počernice. Jezdí zde i školní linka 252 v trase: Ústřední – Kardausova - Kutnohorská – Dolnoměcholupská – Dolní Měcholupy – Nádraží Horní Měcholupy – Boloňská – Boloňská – Na Vartě – Bolevecká – Livornská – Nové Petrovice – Veronské Náměstí – Poliklinika Petrovice – Wattova – Morseova 
V roce 2022 také přibyla linka 173, která jezdí ze stanice Depo Hostivař do zastávky Kardausova v nové výstavbě Malý háj a následně zpět na Depo Hostivař.  

### Zaniklé stavby
- tvrz

## Fotogalerie

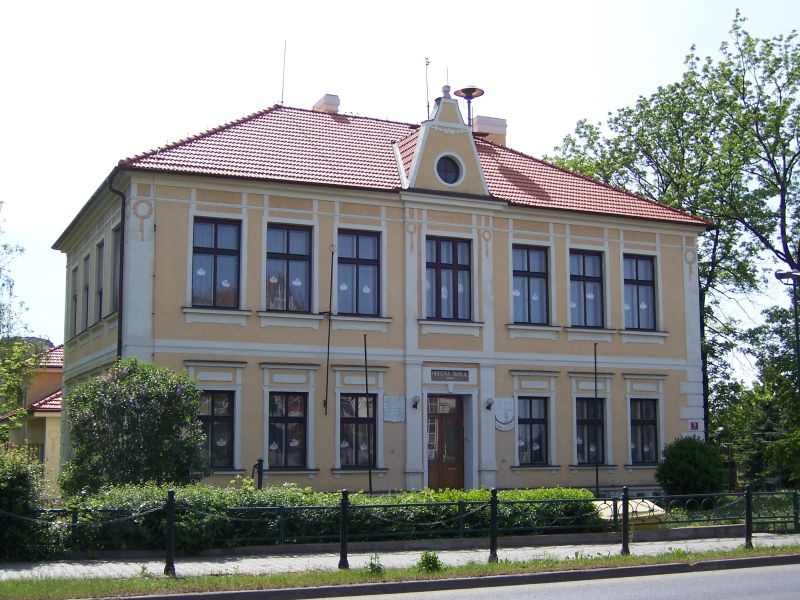
Obecná škola z roku 1894
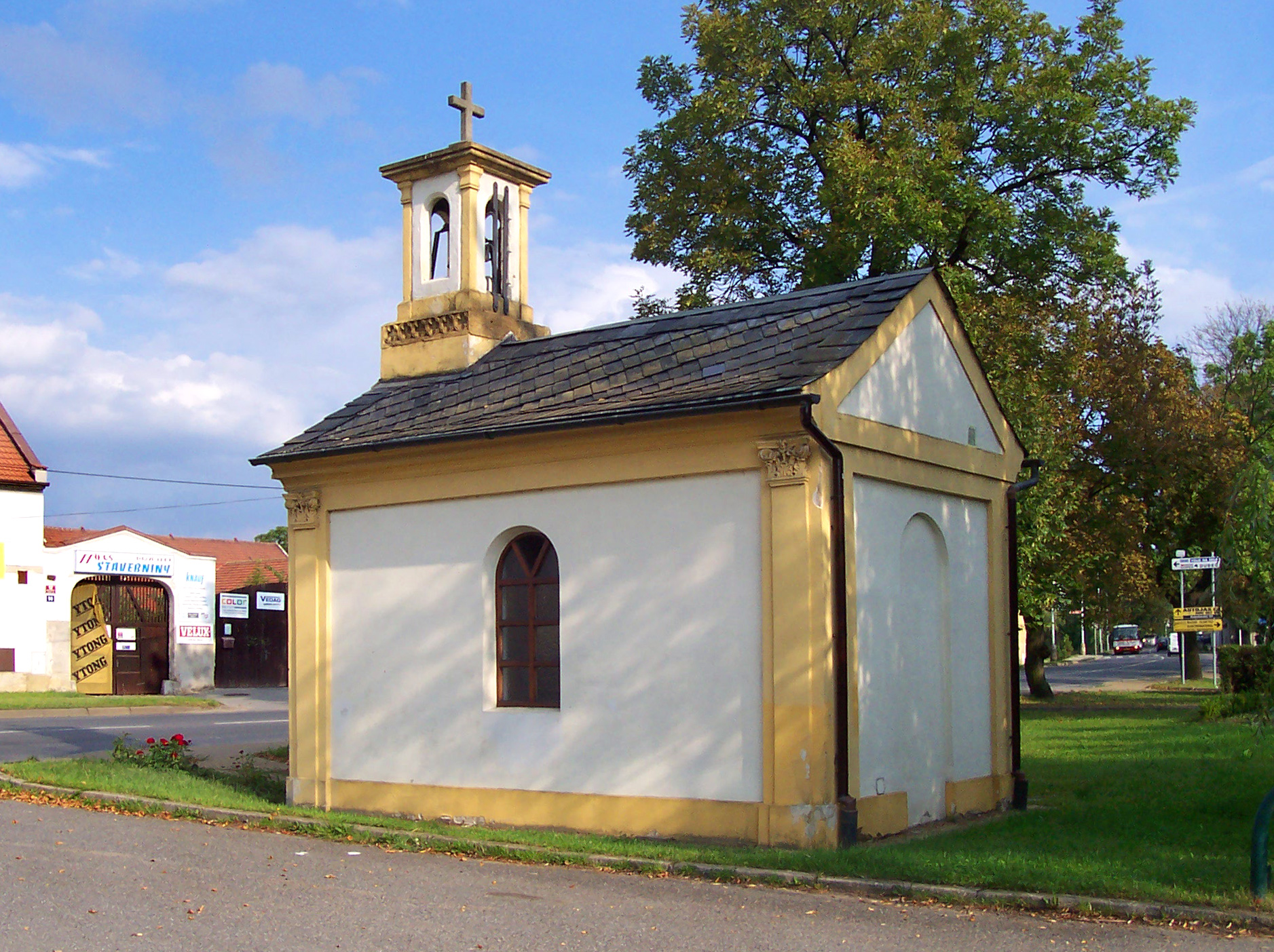
Kaplička na návsi
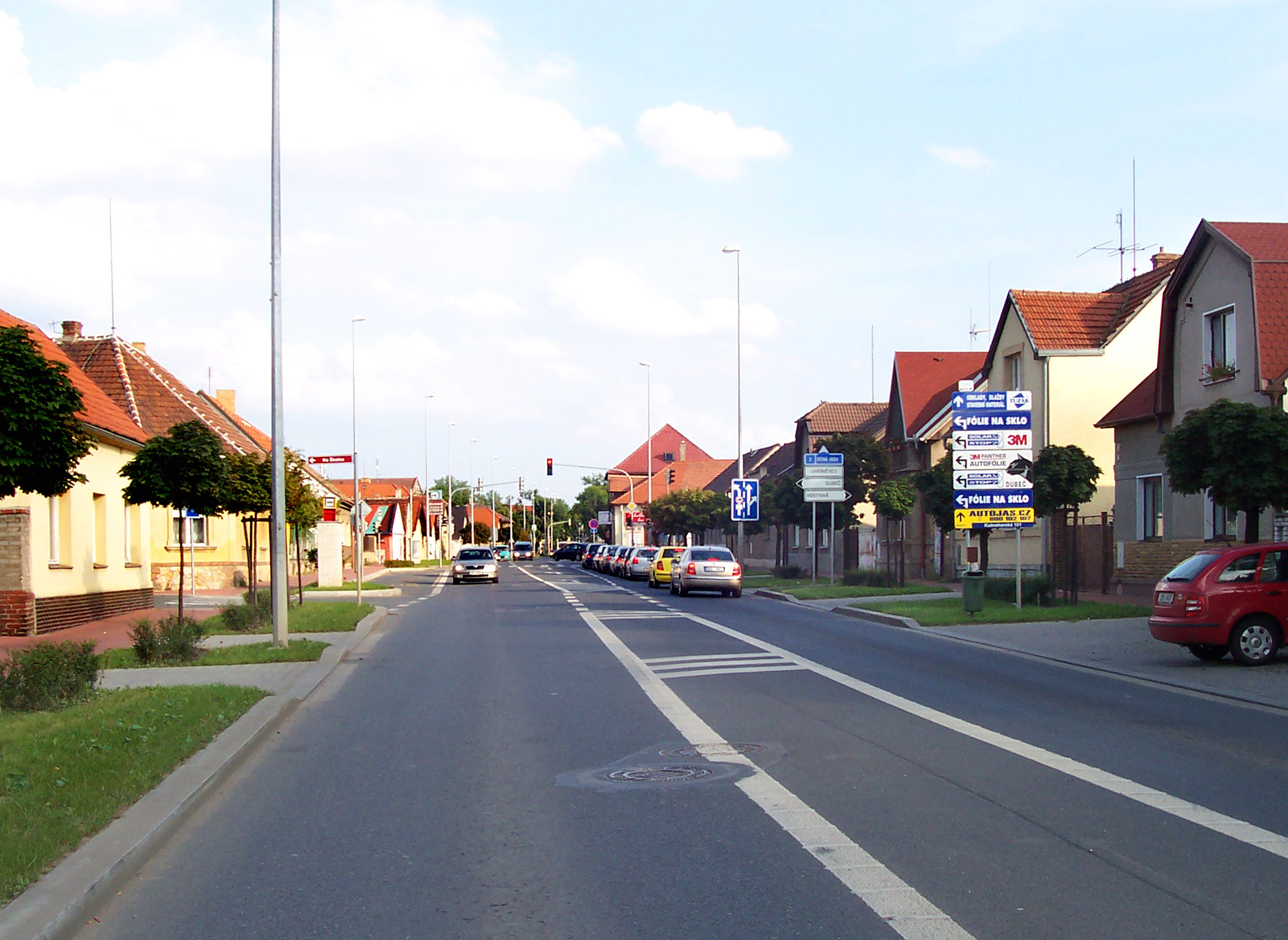
Kutnohorská ulice – hlavní průjezdní silnice v D. Měcholupech
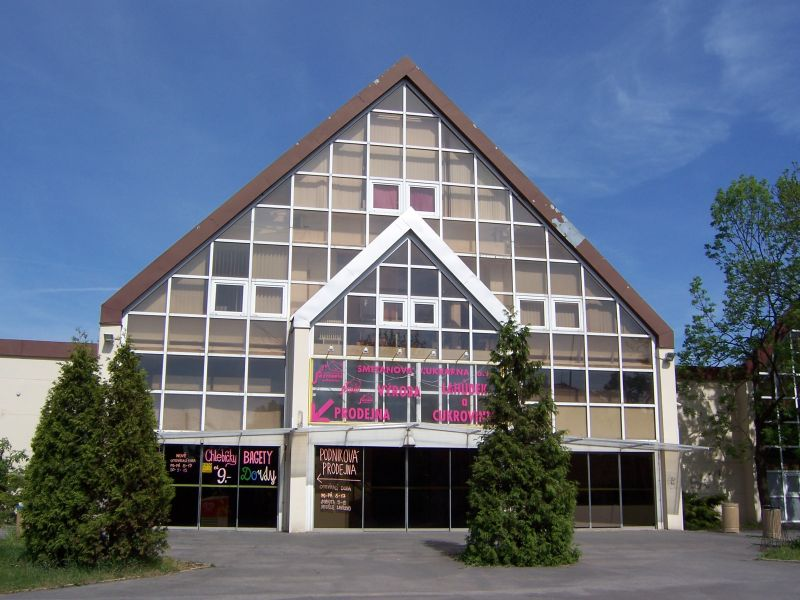
Moderní obchodní dům na návsi (dříve Laryo a Julius Meinl, nyní výrobna Smetanová cukrárna)